# Алатырь-камень

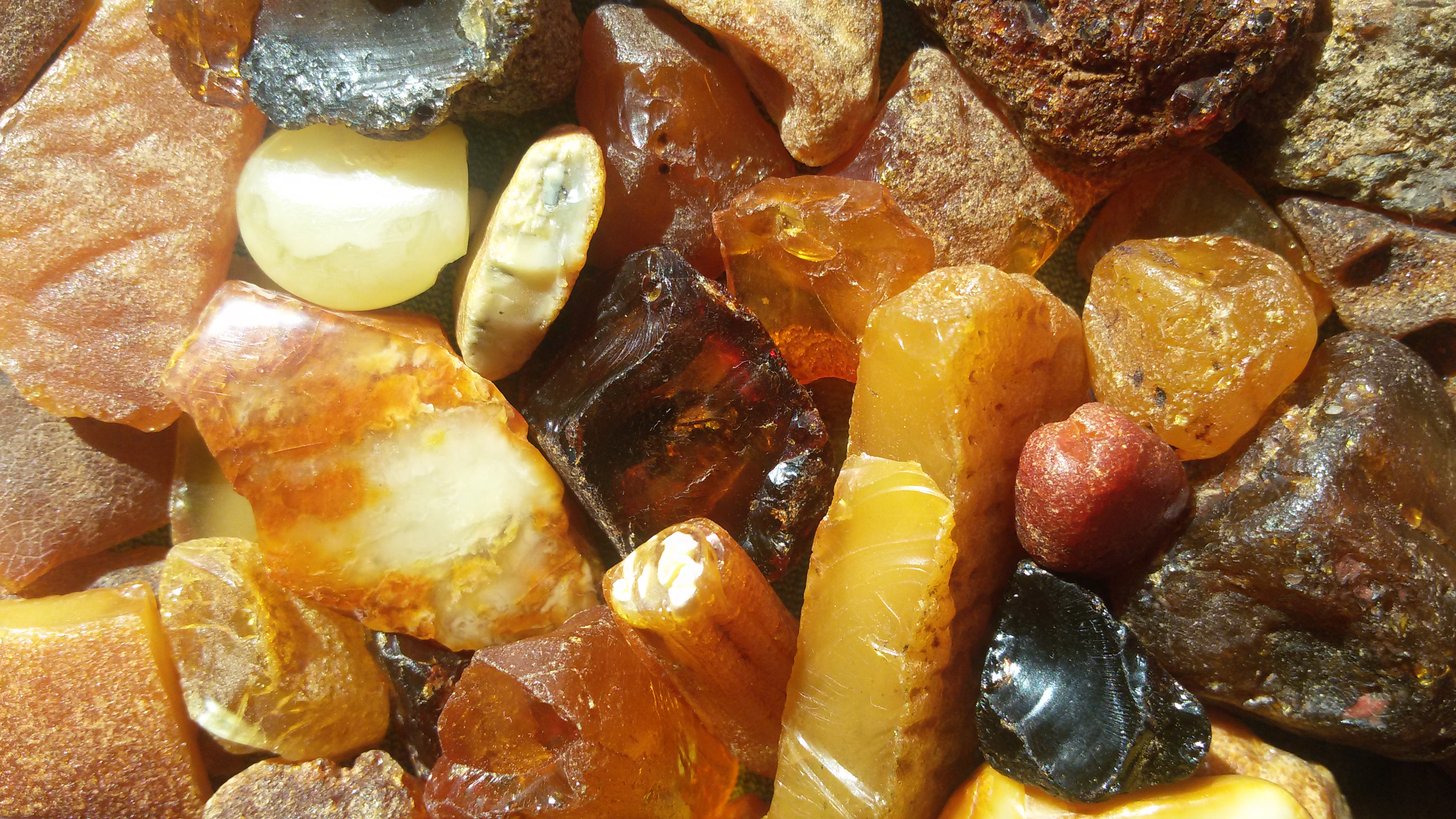
Цветовое разнообразие балтийского янтаря. По мере фотостарения цвет камня меняется от белого до оранжевого и даже бурого

Ала́тырь-ка́мень (ла́тырь, бел-горю́ч ка́мень, синий камень, ала́бор, ала́бы́рь) — в русских средневековых легендах и фольклоре священный камень, «всем камням отец», пуп земли, содержащий сакральные письмена и наделяемый целебными свойствами.
Часто упоминается в русских заговорах, главным образом, приворотных, любовных, как «сила могучая, которой конца нет».
В стихе «Голубиной книги» алатырь ассоциируется с алтарём, расположенным в центре мира, посреди моря-океана, на острове Буяне. На нём стоит мировое дерево или трон мирового царствования. Камень наделён целебными и волшебными свойствами. В духовных стихах описывается, как «из-под бел-алатырь-камня» вытекает чудесный источник, дающий всему миру «пропитание и исцеление». Алатырь охраняют мудрая змея Гарафена и птица Гагана.

## Цитаты
Заговорное слово
«Под восточной стороной есть окиан-синее-море,
на том окияне на синем море лежит бело-латырь-камень,
на том бело-латыре-камне стоит святая золотая церковь,
во той золотой церкви стоит свят золот престол,
на том злате престоле сидит сам Господь Исус Христос, Михаил-архангел, Гавриил-архангел…».
«Голубиная книга»
«С-под камешка, с-под белого латыря
Протекли реки, реки быстрые
По всей земле, по всей вселенную —
Всему миру на исцеление,
Всему миру на пропитание…».
Народный сказ
«Среди моря синяго лежит латырь-камень;
идут по морю много корабельщиков,
у того камня останавливаются;
они берут много с него снадобья,
посылают по всему свету белому.
Потому Латырь-море морям отец,
Потому Латырь-камень каменям отец!».

## Происхождение слова
Этимология слова алатырь вызывает трудности. Слово объясняли через алтарь, Алатырь (город), латыгор (латыш). В статье «Алатырь в местных преданиях Палестины и легенды о Граале» А. Н. Веселовский исследовал легенды о почитаемых (сионских) камнях (в русской народной поэзии алтарный камень стал камнем Алатырем). По мнению О. Н. Трубачёва, слово алатырь славянского происхождения и родственно слову янтарь. Согласно точке зрения В. В. Мартынова, алатырь происходит от иран. *al-atar, букв. «бел-горюч», то есть эпитет камня является таким образом прямой славянской калькой его названия.
По словам Р. Якобсона в рецензии на Этимологический словарь русского языка М. Фасмера: «Самый драгоценный и чудодейственный камень (всем камням камень) русского фольклора ала́тырь или ла́тырь несомненно является альтернантом слова ла́тыгорь от Latýgora „Latgalia“ и означает „Латвийский (камень)“, то есть „янтарь“».

## В культуре
- Сказание о молодом боярине Дюке Степановиче («Во той ли во Индии во богатой…»):

«Сидит-то орёл на камени,

На том ли на камени на латыре»
- Стихотворение К. Д. Бальмонта, «Камень-Алатырь» (1906)
- Евгений Замятин, роман «Алатырь» (1914)
- Михаил Шолохов, роман «Тихий дон», том первый, часть третья, глава шестая: упоминается в «Молитве от ружья» и «Молитве от боя»